# Приключения мистера Пибоди и Шермана
«Приключе́ния ми́стера Пи́боди и Ше́рмана» (англ. Mr. Peabody & Sherman) — полнометражный компьютерный анимационный фильм производства американской киностудии DreamWorks Animation, основанный на персонажах мультипликационного сегмента «Невероятная история Пибоди» из мультсериала 1960-х годов «Приключения Рокки и Бульвинкля». Премьера фильма в России состоялась 6 марта 2014 года в форматах 2D и 3D. Режиссёром анимационного фильма выступил Роб Минкофф, известный как сорежиссёр мультфильма «Король Лев» и фильма «Стюарт Литтл». Мультфильм имеет рейтинг «PG» по системе оценки содержания Американской киноассоциации из-за умеренных экшн-сцен и слегка грубого юмора, в России фильм не имеет возрастных ограничений — рейтинг «+0».
Главным персонажем мультфильма является антропоморфный пёс по имени мистер Пибоди, являющийся самым гениальным существом в мире и обладающий невероятными навыками и умениями в совершенно различных дисциплинах, включая науку, музыку, дипломатию, танцы, фехтование и кулинарию. Он добился усыновления человеческого мальчика по имени Шерман, которого любит всем своим сердцем и бережёт его как зеницу ока. Несмотря на то, что сюжет сосредоточен на пространственно-временных путешествиях мистера Пибоди и Шермана на машине времени, развитие между ними отношений в качестве отца и сына занимает центральное место повествования.
В озвучивании мультфильма приняли участие Тай Баррелл, Макс Чарльз, Ариэль Уинтер, Стивен Кольбер и Эллисон Дженни.
В целом мультфильм получил признание критиков (статус «Сертифицировано свежий» на ресурсе «Rotten Tomatoes».
Слоган — Наперегонки с историей.

## Сюжет
Мистер Пибоди — говорящий пёс и самое умное существо в мире. Когда он был щенком, никто не хотел брать его в качестве питомца, что послужило для него причиной посвятить свою жизнь науке, спорту и изобретениям. Однажды мистер Пибоди находит в подворотне брошенного младенца по имени Шерман и с согласия суда усыновляет его. Пибоди рассказывает Шерману о всемирной истории, переживая множество приключений с помощью «Вейбек» — машины времени, величайшего своего изобретения.
Среди легендарных исторических личностей мистер Пибоди и Шерман встречают в своих временных эпохах королеву Франции Марию-Антуанетту, революционера Максимилиана Робеспьера, фараона Тутанхамона, живописца и изобретателя Эпохи Возрождения Леонардо да Винчи, итальянку Мону Лизу, являющуюся прототипом одноимённой картины, микенского царя Агамемнона, царя Итаки Одиссея и Аякса Малого. Кроме того, исходя из воспоминаний мистера Пибоди, в разное время они с Шерманом встречались с индийским философом Махатмой Ганди, нидерландским художником Винсентом Ван Гогом, английским драматургом Уильямом Шекспиром, пророком Моисеем, австрийским психологом Зигмундом Фрейдом, создателями первого самолёта братьями Райт, американским бейсболистом Джеки Робинсоном и дипломатом Бенджамином Франклином. Вскоре после временного парадокса в Нью-Йорке оказываются физик Альберт Эйнштейн, Спартак, королева Великобритании Виктория, немецкий композитор Людвиг ван Бетховен, английский учёный Исаак Ньютон, 1-й, 16-й и 42-й президенты США Джордж Вашингтон, Абрахам Линкольн и Билл Клинтон соответственно.
Но из-за использования «Вейбек» во вселенной появляется отверстие, и исчезают важнейшие исторические события. Спасение прошлого, настоящего и будущего в руках — то есть в лапах — мистера Пибоди…

## Описание персонажей
Роли озвучивали:
- Тай Баррелл — Мистер Пибоди
- Макс Чарльз — Шерман
- Ариэль Уинтер — Пенни Питерсон
- Стивен Кольбер — Пол Питерсон
- Лесли Манн — Пэтти Питерсон
- Эллисон Дженни — Мисс Груньон
- Стивен Тоболовски — директор Пурди
- Лаури Фрайзер — Мария-Антуанетта
- Гийом Аретос — Максимилиан Робеспьер
- Зак Каллисон  — Тутанхамон
- Стив Валентайн — визирь Ай
- Стэнли Туччи — Леонардо да Винчи
- Лейк Белл — Мона Лиза
- Патрик Уобертон — Агамемнон
- Том МакГрат  — Одиссей
- Мел Брукс — Альберт Эйнштейн
- Джесс Харнелл — Авраам Линкольн, Джордж Вашингтон, 
Исаак Ньютон, Билл Клинтон
- Деннис Хэйсберт — судья
- Джаспер Эндрюс — маленький Шерман
- Лейла Бирч — голос Вэйбэк
- Роб Минкофф — мальчик

### Главные персонажи
Мистер Пибоди (англ. Mr. Peabody)
Обаятельный антропоморфный пёс породы бигль белоснежного цвета; носит чёрные очки с широкой оправой и красный галстук-бабочку; обладает способностью говорить. Ещё будучи щенком, Пибоди осознал, что не является обычным псом, именно поэтому вместо бессмысленных по его словам собачьих занятий он заинтересовался наукой, спортом и искусством. С тех пор он стал всемирно известен, заработав множество почётных титулов, таких как мультимиллионер, лауреат Нобелевской премии, двукратный призёр Олимпийских игр, искусный музыкант и кулинар, а также изобретатель планкинга, автотюна, спортивных штанов, фитнес-программы «Зумба» и машины времени «Вейбек». Мистер Пибоди сердечно любит своего приёмного сына Шермана, бережно заботится о нём и больше всего на свете боится его потерять.
Шерман (англ. Sherman)
Для Шермана жизнь всегда была одним большим приключением. И не только потому, что его приёмный отец мистер Пибоди — пёс-учёный. Мистер Пибоди изобрёл машину времени, позволяющую Шерману удовлетворить любопытство в самых занимательных местах и временах. Только не пытайтесь убедить Шермана, что Джордж Вашингтон срубил вишнёвое дерево… Как и многие его сверстники, он большой шалун и подчас оказывается в неприятностях по уши, но вместе с мистером Пибоди он может решить любые проблемы.
Пенни Питерсон (англ. Penny Peterson)
Первоначально Пенни смеялась и издевалась над Шерманом, но позже, когда он спас её от свадьбы с Тутанхамоном, во время которой нужно было пройти весьма неприятный обряд, они подружились и полюбили друг друга.

### Второстепенные персонажи
Мисс Груньон (англ. Mrs. Grunion)
Грозный и бессердечный школьный консультант по делам опеки и попечительства, главный антагонист фильма. Испытывая острую неприязнь к мистеру Пибоди (возможно Пибоди чем-то насолил ей в прошлом и теперь Груньон пытается отомстить ему всем доступными ей средствами), мисс Груньон не может свыкнуться с мыслью, что мальчика может воспитывать пёс, даже такой гениальный и любящий своего сына, как Пибоди. Именно поэтому она ставит своей главной целью отобрать у него Шермана. Женщина настолько целеустремлена и упряма, что забирает Шермана у Пибоди в критический момент временного парадокса, не осознавая всю опасность происходящего. В результате образовалась дыра в пространственно-временном континууме. После того, как разъярённый мистер Пибоди, который не может спокойно наблюдать, как консультант причиняет боль его сыну, кусает мисс Груньон, та пытается арестовать Пибоди для того, чтобы усыпить. Даже после того, как Пибоди получает президентское помилование (трижды) и вместе с Шерманом спасает Нью-Йорк, чиня дыру во времени, Груньон не успокаивается и грозит в будущем поквитаться с отцом и сыном, однако её пожеланиям не суждено сбыться: влюбившийся Агамемнон хватает её и уносит в прошлое, где позже они играют свадьбу.
Пол Питерсон  (англ. Paul Peterson)
Деловой отец Пенни, для которого нет ничего важнее своей дочери. При первом знакомстве с мистером Пибоди, Пол относился к нему довольно недружелюбно и даже агрессивно, стараясь при первой удобной возможности пригрозить псу судом. К счастью Питерсона, у которого внезапно сводит спину, мистер Пибоди оказывается ещё и опытным костоправом. После того, как Пибоди помогает Полу с позвоночником, он постепенно проникается к гениальному псу тёплыми чувствами до такой степени, что даже называет его «приятелем». Когда мисс Груньон пытается отобрать Шермана у Пибоди, Пол и Пэтти понимают, что это неправильно, однако не знают, как возразить. В конце концов Пол и Пэтти переходят на сторону мистера Пибоди и заступаются за него и его право на воспитание Шермана.
Пэтти Питерсон  (англ. Patty Peterson)
Являясь женой Пола, Пэтти уравновешивает его агрессивность и импульсивность, отличаясь хладнокровием, спокойствием и дружелюбием. По словам Пола, именно благодаря уговорам Пэтти он не стал подавать иск в суд на Пибоди и Шермана, который укусил его дочь. Во время первой встречи с Пибоди она проявляет к нему дружелюбие, а позже пребывает в восторге от его невероятных умений и обаятельной харизмы.
Леонардо да Винчи (англ. Leonardo da Vinci)

Во время своего пребывания в 1508 году, Пенни и Шерману случилось пролететь сквозь купол собора Санта-Мария-дель-Фьоре

Знаменитый живописец, изобретатель и инженер эпохи Возрождения, проживающий во Флоренции в начале XVI века. Леонардо не в первый раз встречает мистера Пибоди во время его вынужденной посадки. По его словам, они являются друзьями уже довольно долгое время. Мистер Пибоди и Шерман прибывают к Леонардо да Винчи в довольно ответственный момент: он работает над своей самой знаменитой картиной — портретом Моны Лизы. Благодаря изобретениям Леонардо, мистеру Пибоди и Шерману удаётся зарядить «Вейбек» и продолжить свой путь. В качестве презента из будущего Леонардо заимствует стиль Энди Уорхола, а Мона — набор для граффити.
Максимиллиан Робеспьер (англ. Maximilien de Robespierre)
Один из рьяных идеологов Французской революции 1789 года. В качестве первой жертвы революции Максимиллиан избирает мистера Пибоди, по ошибке принимая его за дворянина-шевалье. Однако мистеру Пибоди и Шерману легко удаётся усыпить его бдительность и внимание французских революционеров и сбежать. Являясь довольно одиозной и высокомерной личностью, Робеспьер не соглашается никому подчиняться, в том числе и полицейскому в Нью-Йорке, за что получает разряд током. Во время конфликта мисс Груньон и Пибоди, как и все остальные, заступается за последнего. По возвращении в свою эпоху, Робеспьер прихватывает с собой полицейский шокер.
Тутанхамон
Агамемнон

## Создание мультфильма
Продюсеры
Алекс Шварц
Дэниз Нолан Каскино
Продюсер оригинального шоу
Джей Уорд
Режиссёр
Роб Минкофф
Исполнительный
продюсер
Тиффани Уорд
Сценарист
Крэйг Райт

### Создание персонажей
Работа над дизайном персонажей началась в 2006 году, когда студия Dreamworks Animation только приобрела права на их использование, а сценарий не был написан. Дизайнерам была предоставлена возможность «отправиться в свободное плавание» и работать над персонажами на протяжении нескольких месяцев без ежедневных проверок, что являлось новшеством в политике Dreamworks. Создатели будущего мультфильма признавали необходимость, с одной стороны, воссоздать персонажи Джея Уорда в объёмной анимации как можно ближе к первоисточнику, а с другой, сделать их более органичными и современными. После того, как Роб Минкофф ознакомился с первыми эскизами и высказал своё одобрение и воодушевление, дизайнеры начали задумываться о возможных сюжетных линиях мультфильма, временных локациях и исторических личностях, которых Пибоди и Шерман могли бы посетить, а также предлагать свои идеи о том, как собака и мальчик могут взаимодействовать друг с другом в качестве отца и сына.

### Работа над окружением
По официальному заказу Dreamworks для вечеринки в честь выхода картины в прокат был испечён настоящий торт, в точности повторяющий дизайн торта Марии-Антуанетты в мультфильме.

### Версии и удалённые сцены
Демонстрацией единственного, но всеобъемлющего страха Пибоди о том, что он может потерять Шермана, должна была послужить сюрреалистическая сцена ночного кошмара, в которой пёс, будучи привязанным к будке, беспомощно наблюдает за тем, как Шерман, представленный в виде огромного цветка, постепенно отдаляется от него, а затем исчезает. По тем или иным причинам эту сцену не включили в финальную версию мультфильма.
В одной из ранних версией сценария предполагалось, что Пибоди совершает путешествие в прошлое и встречает там Шермана до его усыновления для того, чтобы спасти их семейные отношения в будущем.
Специфика мультфильма и его персонажей, связанная с путешествиями во времени, открыла создателям широкие возможности для построения сюжета. В разные стадии производства мультфильма обсуждались версии сюжетных арок, в которых мистер Пибоди и Шерман побуждают древних египтян построить знаменитый Сфинкс, путешествуют в Древний Китай с целью получить совет у Конфуция и случайно разрушают Великую китайскую стену, попадают в жаркую перестрелку на старом Диком Западе, оставляют следы на острове Пасхи у статуй Моаи, присутствуют при подписании Великой хартии вольностей королём Англии Иоанном Безземельным, посещают Висячие сады Семирамиды, пришвартовываются к Баффиновой Земле на корабле Христофора Колумба, заглядывают вглубь веков и помогают древнему человеку с изобретением колёса.
Кроме того, среди знаменитых исторических личностей, которые могли бы появиться в мультфильме, фигурировали борец за гражданские права женщин Сьюзен Энтони, король ацтеков Монтесума I и индианка-проводница американской экспедиции Сакагавея.

### Оригинальное озвучивание
Первоначально создатели мультфильма рассматривали кандидатуру Роберта Дауни-младшего для озвучивания персонажа мистера Пибоди, однако в марте 2012 года на эту роль был утверждён Тай Баррелл.
Макс Чарльз, который сыграл юного Питера Паркера в фильме «Новый Человек-паук», озвучил семилетнего Шермана. Стивен Колберт подарил свой голос персонажу Полу Питерсону, а Лесли Манн, которая пришла на смену Элли Кемпер, — жене Пола, Пэтти, Ариэль Уинтер озвучила их дочь, Пенни. Среди других актёров, озвучивших персонажей мультфильма, значатся Стивен Тоболовски, Эллисон Дженни, Мел Брукс, Стэнли Туччи, Патрик Уобертон, Лейк Белл, Зак Кэллисон, Каран Брар и Деннис Хэйсберт. По словам режиссёра Роба Минкоффа, кандидатура Тая Баррелла была утверждена на роль, потому что его голос «смог воплотить в себе различные аспекты современного персонажа — не только интеллект и обходительность, но также ещё и заложенную в основе Пибоди мягкость и душевную теплоту».

### Русское озвучивание
Дублирование анимационного фильма «Приключения мистера Пибоди и Шермана» осуществлялось на студии «Двадцатый Век Фокс СНГ». Русский дубляж осуществлялся по готовому мультфильму, однако актёры озвучивания, так же как при озвучивании оригинала на английском языке, работали в одиночку без партнёров по диалогам.
Дублирование мистера Пибоди было предложено известному телеведущему и журналисту Леониду Парфёнову, который с удовольствием принял это предложение.
В своём интервью журналист упомянул, что невероятно любит собак, а также признался в симпатии к своему персонажу и высоко отметил его невероятно интересный способ повествования истории.
Для того, чтобы лучше вжиться в роль своего персонажа, Леонид внимательно наблюдал за поведением своих собственных собак — французского бульдога Бони и мопса Моти. «Мне пришлось не только говорить за моего героя-пса, но и вздыхать за него, рычать, выть и скулить. Причём сделать это надо было так, чтобы зрители поверили, что перед ними собака» — поведал телеведущий в своём интервью.
На премьерном показе мультфильма Леонид Парфёнов сам представил картину, выступив с небольшим обращением к зрителям. Телеведущий отметил, что современный мир удивителен настолько, что любой фильм может оказаться проблемным. Среди различных способов толкования сюжета мультфильма он отметил, что картину можно рассматривать в качестве демонстрации того, что «американское усыновление может быть необязательно неудачным». Однако признав, что мультфильм всё же ориентирован на детей и для семейного просмотра, Леонид, являясь любителем увлекательных презентаций и повествований, восхвалил то, как его персонаж — мистер Пибоди — рассказывает об истории, назвав всё это «страшно интересным».

### Хронология производства
- 24 октября — выпуск первого трейлера на основных языках мира, в том числе и на русском[25].

## Релиз

### Широкий прокат
На родине мультфильма — в США — мультфильм вышел 7 марта 2014 года, а в России днём ранее — 6 марта. Несмотря на то, что во многих странах лента вышла в марте 2014 года, в широкий прокат фильм вышел 7 февраля.
- Великобритания — 7 февраля 2014
- Украина — 20 февраля 2014
- Россия — 6 марта 2014
- Казахстан — 6 марта 2014
- США — 7 марта 2014

### Мировые премьеры
| Страна         | Местное название                                                  | Дата выхода          |
| -------------- | ----------------------------------------------------------------- | -------------------- |
| Армения        |                                                                   | 7 февраля 2014 года  |
| Великобритания | Mr. Peabody & Sherman                                             | 7 февраля 2014 года  |
| Франция        | M. Peabody et Sherman: Les Voyages dans le temps                  | 12 февраля 2014 года |
| Аргентина      | Las aventuras de Peabody y Sherman                                | 20 февраля 2014 года |
| Украина        | Містер Пібодi та Шерман                                           | 20 февраля 2014 года |
| Швейцария      |                                                                   | 26 февраля 2014 года |
| Германия       | Die Abenteuer von Mr. Peabody & Sherman                           | 27 февраля 2014 года |
| Греция         | O kos Peabody kai o Sherman                                       | 27 февраля 2014 года |
| Тайвань        | 皮巴弟先生與薛曼的時光冒險                                        | 27 февраля 2014 года |
| Перу           | Las Aventuras de Peabody y Sherman                                | 27 февраля 2014 года |
| Бразилия       | As Aventuras de Peabody & Sherman                                 | 28 февраля 2014 года |
| Индия          |                                                                   | 28 февраля 2014 года |
| Мексика        | Las aventuras de Peabody y Sherman                                | 28 февраля 2014 года |
| Индонезия      |                                                                   | 5 марта 2014 года    |
| Белоруссия     |                                                                   | 6 марта 2014 года    |
| Казахстан      |                                                                   | 6 марта 2014 года    |
| Россия         | 1. Мистер Пибоди и Шерман 2. Приключения мистера Пибоди и Шермана | 6 марта 2014 года    |
| Дания          | Hr. Peabody & Sherman                                             | 6 марта 2014 года    |
| Сербия         | Gospodin Pibodi i Е erman                                         | 6 марта 2014 года    |
| Чили           | Las aventuras de Peabody y Sherman                                | 6 марта 2014 года    |
| Канада         |                                                                   | 7 марта 2014 года    |
| США            | Mr. Peabody & Sherman                                             | 7 марта 2014 года    |
| Литва          | Ponas Zirnis ir Sermanas                                          | 7 марта 2014 года    |
| Финляндия      | Herra Peabody & Sherman                                           | 7 марта 2014 года    |
| Испания        | Las aventuras de Peabody y Sherman                                | 7 марта 2014 года    |
| Швеция         | Herr Peabody och Sherman                                          | 7 марта 2014 года    |
| Испания        | Las aventuras de Peabody y Sherman                                | 7 марта 2014 года    |
| Польша         | Pan Peabody i Sherman                                             | 7 марта 2014 года    |
| Ямайка         |                                                                   | 8 марта 2014 года    |
| Венгрия        | Mr. Peabody és Sherman kalandjai                                  | 13 марта 2014 года   |
| Израиль        | Mar Peabody ve’Sherman                                            | 13 марта 2014 года   |
| Португалия     | Mr. Peabody e Sherman                                             | 13 марта 2014 года   |
| Италия         | Mr. Peabody e Sherman                                             | 13 марта 2014 года   |
| Турция         | Bay Peabody ve Merakli Sherman: Zamanda Yolculuk                  | 14 марта 2014 года   |
| Египет         |                                                                   | 19 марта 2014 года   |
| ЮАР            |                                                                   | 20 марта 2014 года   |
| Австралия      |                                                                   | 27 марта 2014 года   |
| Япония         |                                                                   | 1 апреля 2014 года   |

## Музыкальное сопровождение
- «Zumba»
 (Мистер Пибоди придумывает танец)
- «Purple Haze»
 (Мистер Пибоди играет рок)
- «Tezka Radost»
 (Мистер Пибоди играет на диджериду)
- «Rhapsody In Blue» 
 ()
- «Pause»
 (Бетховен за автоматом 
 в Нью-Йорке)
- «Hey Now»
 (Трейлер мультфильма)
- «Pompeii»
 (Трейлер мультфильма)

Оригинальная инструментальная музыка к мультфильму создана композитором Дэнни Эльфманом.
Официальный саундтрек выпущен в широкий доступ «Relativity Music Group» 3 марта 2014 года.
Питер Андре написал и исполнил композицию «Kid», которая прозвучала в заключительных титрах мультфильма для релиза в Великобритании.
Композиция входит в расширенную версию саундтрека под номером 24. Для песни был снят официальный музыкальный видеоклип.
В разных трейлерах, ориентированных на американскую и русскоязычную аудиторию, использованы композиции «Pompeii» группы Bastille и «Hey Now» Мартина Сольвейга и The Cataracs с исполнителем Kyle.
Список композиций
Исполнителем является Дэнни Эльфман, кроме тех, которые выделены жирным шрифтом.
| № трека | Название                                    | Время          | Момент фильма                                                                              |
| ------- | ------------------------------------------- | -------------- | ------------------------------------------------------------------------------------------ |
| 1       | «Mr. Peabody’s Prologue»                    | 3:19           | Мистер Пибоди рассказывает о себе и Шермане                                                |
| 2       | «Reign Of Terror!»                          | 2:48           | Во Франции свершается революция                                                            |
| 3       | «The Drop Off»                              | 1:14           | Мистер Пибоди подвозит Шермана до школы                                                    |
| 4       | «The Dog Whistle»                           | 0:48           | Пибоди дарит своему сыну свисток                                                           |
| 5       | «The Cherry Tree»                           | 0:59           | Шерман развенчает миф про Вашингтона и вишнёвое дерево всему классу                        |
| 6       | «A Deep Regard»                             | 0:52           | Вечерняя беседа мистера Пибоди и Шермана                                                   |
| 7       | «Beautiful Boy (Darling Boy)» (Джон Леннон) | 3:51           | Тёплые воспоминания мистера Пибоди об их с Шерманом прошлом                                |
| 8       | «Dinner Party»                              | 0:30           | Пибоди готовит торжественный обед для гостей                                               |
| 9       | «The Petersons / The Wabac Machine»         | 3:08           | Питерсоны в пентхаузе Пибоди / Шерман показывает Пенни «Вэйбэк»                            |
| 10      | «Aquarela Do Brasil»                        | 0:47           | Мистер Пибоди принимает гостей                                                             |
| 11      | «Off To Egypt»                              | 2:07           | «Вэйбэк» прибывает в Древний Египет                                                        |
| 12      | «The Wedding Exodus»                        | 1:05           | Мистер Пибоди и Шерман спасают Пенни от замужества с Тутанхамоном                          |
| 13      | «Hammer-Time»                               | 0:57           | Шерман с молотком «помогает» чинить машину                                                 |
| 14      | «The Flying Machine»                        | 4:42           | Шерман и Пенни парят над Флоренцией Эпохи Возрождения                                      |
| 15      | «Trojan Horse»                              | 3:25           | Мистер Пибоди, Шерман и Пенни в троянском коне                                             |
| 16      | «War / Disaster»                            | 3:32           | Троица оказывается в центре Троянской войны                                                |
| 17      | «History Mash-Up»                           | 4:33           | История запутывается, в Нью-Йорке оказываются знаменитые личности и сооружения из прошлого |
| 18      | «I’m A Dog Too»                             | 3:41           | Апогей конфликта; все заступаются за Пибоди; мисс Груньон бессильна                        |
| 19      | «Fixing The Rip»                            | 2:13           | Мистер Пибоди и Шерман «латают» пробоину в пространственно-временном континууме            |
| 20      | «Back To School»                            | 1:16           | Шерман вновь отправляется в школу; Пибоди, наконец, открывает ему свои истинные чувства    |
| 21      | «Aquarela Do Brasil (Coda)»                 | 1:03           | Исторические личности с предметами из будущего                                             |
| 22      | «The Amazing Mr. Peabody»                   | 0:34           | Мистер Пибоди демонстрирует своё мастерство в музыке Полу и Пэтти                          |
| 23      | «Way Back When» (Grizfolk)                  | 2:46           | Титры                                                                                      |
| (24)    | «Kid» (Питер Андре)                         | 03:01          | Титры (версия для Великобритании)                                                          |
|         | Общая продолжительность                     | 50:10 (+03:01) |                                                                                            |

## Рейтинги, рецензии и критика
Анимационный фильм «Приключения мистера Пибоди и Шермана» был встречен критиками весьма благосклонно. На обобщающем критические отзывы ресурсе Rotten Tomatoes, включающем обзоры дипломированных членов разнообразных гильдий писателей и ассоциаций кинокритиков, из 107 рецензий 79 % положительные, что присваивает мультфильму статус «Сертифицированно свежий». На основании более 7 тысяч голосов Интернет-базы данных кинематографа IMDb средний балл составил 7,2 из 10 возможных.
На сайте «Metacritic» рейтинг фильма составил 6,3 балла по версии пользователей и 60 баллов из 100 отзывов кинокритиков.
Рейтинг в русскоязычном интернет-проекте «КиноПоиск», посвящённом кинематографу, составил 7.062 (на основании более 1,8 тыс. голосов), с 79 % положительных отзывов (из 106 рецензий). На сайте «МегакритикРу» мультфильм получил 61 % положительных рецензий критиков.

## Финансовая сторона

### Бюджет и реклама
Компания «DreamWorks» заключила договор с корпорацией «McDonald’s», по которому в марте-апреле к обедам «happy meal» прилагалась одна из восьми различных тематических игрушек.
С целью проведения рекламной кампании создатели мультфильма «Приключения мистера Пибоди и Шермана» помимо обычных рекламных роликов выпустили несколько коротких тематических мультипликационных сегментов:
- Клип «Забавные неудачные кадры», в котором Мистер Пибоди проявляет свои собачьи повадки, а Шерман пользуется этим[36].
- Трейлер в стиле «Доктора Кто» — дань уважения и подарок на 50-летие легендарного сериала[37].
- Клип «Всё о моём отце», в котором Шерман выступает в школе с рассказом о мистере Пибоди[38].
- Клип «Величайшая тайна в истории», в котором мистер Пибоди и Шерман изображаются на знаменитых картинах, символах и даже египетских иероглифах, а затем описывается, как они там оказались[39].

### Кассовые сборы
Мультфильм «Приключения мистера Пибоди и Шермана» собрал в прокате 275 698 039 долларов: 111,5 млн долларов — в США и Канаде, и 164,2 млн долларов — в остальном мире.
В Северной Америке в день премьеры мультфильм заработал 8 млн долларов и занял второе место по сборам в первый уикенд проката, уступив фильму «300 спартанцев: Расцвет империи».
Во второй уикенд проката мультфильм занял лидирующую позицию, заработав 21,8 млн долларов.

## Дополнительная информация

### Короткометражный фильм перед показом в кинотеатрах
Первоначально, перед показом мультфильма «Приключения мистера Пибоди и Шермана» должен был демонстрироваться короткометражный мультфильм «Роки и Бульвинкль», в главных ролях которого — одноимённые персонажи мультсериала 1960-х годов «Приключения Роки и Бульвинкля». Режиссёр короткометражки — Гари Труздейл, известный своей работой над мультфильмом «Красавица и Чудовище». В последний момент мультфильм был заменён на короткометражку «Почти дома», которая является приквелом-рекламой следующего за «Приключением мистера Пибоди и Шермана» мультфильма «Дом».

### Приложения и игры
Игра-приложение под названием «Mr. Peabody & Sherman» стала доступной для скачивания и установления на мобильные устройства IPhone, IPad и Android 7 марта 2014 года. Геймплей игры представляет собой викторину на различные темы, включая историю, искусство, биографии знаменитых личностей, а также мультфильмы студии DreamWorks Animation SKG. Игроку предлагается возможность от лица мистера Пибоди, Шермана, Пенни и других персонажей мультфильма, а также знаменитых личностей посетить различные исторические места, упомянутые в мультфильме, и ответить на тематические вопросы различной степени сложности, состоящие из четырёх вариантов ответа. Технические возможности игры позволяют игроку набирать очки, а также соревноваться с друзьями по сети. Игра не доступна для пользователей на территории России.
Приложение под названием «Сделай фото в стиле Пибоди!» (англ. Get Your Peabody On!), доступное на платформах IPhone, IPad и Android, вышло в свет 19 марта 2014 года. С его помощью можно сделать снимок (или выбрать уже готовый), а затем во встроенном графическом редакторе добавить на него стикеры в виде очков и бабочки мистера Пибоди, причёски Шермана, самих персонажей, а также пузырей с цитатами из мультфильма в качестве украшения снимка. В дальнейшем имеется возможность сохранить полученную картинку на память устройства. Приложение доступно для русскоязычных пользователей.

### Комиксы
Книга комиксов из четырёх выпусков под названием «Mr. Peabody & Sherman», представляющая собой приквел мультфильма «Приключения мистера Пибоди и Шермана», была издана 18 февраля 2014 года издателем IDW Publishing. По сюжету сразу после спасения Нью-Йорка от катастрофы прошлого, мистер Пибоди и Шерман отправляются в новое приключение, где посещают доисторическое время, встречаются с цивилизацией майя и их календарём, лицезреют театр Новиссимо в Венеции, попадают на корабль Чёрной бороды, застают Архимеда со своим экспериментом в ванне, кидают пару яблок в Исаака Ньютона, помогают изобрести порох в Древнем Китае, вдохновляют Уильяма Шекспира на писательство и оказывают помощь Сирано де Бержераку в его любовных делах. В дополнении ко всему, в номерах #3 и #4 содержатся два отдельных переизданных комикса времён оригинального шоу о Роки и Бульвинкле.